# クイーン オブ アイドル's
『クイーン オブ アイドル's』（英：Queen of Idols）は、テレビ埼玉で2022年10月5日に放送スタートしていたアイドルドキュメントバラエティー番組である。

## 概要
2022年10月からテレビ埼玉で放送スタート。 歌、ダンス、体力、知能、技術など様々な分野で競い合い 次世代最強アイドルを発掘するアイドルドキュメントバラエティー番組として放送を開始する。

## 出演者
レギュラーMC
Mesia - 黒咲りの、佐倉みゆうで構成されたロックアイドルユニット。
アシスタントMC
- 伊藤達也（ボンバー伊藤）- 元・吉本興業所属芸人。

解説
- 熊野 はる（初回放送～現在も出演中）- 通称 はるさんこと、燃えこれ学園の担任の先生。
- 鎌形 剛（初回放送～現在も出演中）- アイドルレコメンダー。

暫定番組レギュラー（対決出演メンバー）
■1期生
- 夢乃みいな（初回放送～第1クールにて番組卒業）- 第1期オーディション A組 1位通過
- レプスルプス（初回放送～第2クールにて番組卒業）- 第1期オーディション B組 1位通過（郷咲 あやね ・美鈴 あおい ・半澤 みよこ）

　　※半澤みよこは後に第3クールへの参戦が発表される
- 山中 ありさ （初回放送～第1クールにて番組卒業）- 第1期オーディション 主催者推薦
- HATE and TEARS（初回放送～現在も出演中）- 第1期オーディション 主催者推薦（KAYO ・MISA ・UI・KOCHA ・UCHARU）

　　※UCHARUは2023年1月を持ってグループ並びに番組を卒業
■2期生
- MAHΩRAMA（第2クール～第2クールにて番組卒業）- 第2期オーディション 1位通過（六波ろむ・宵草にちか・依手あろん・安穏ぬい・萌小しろの・うさみぴょん）

　　※六波ろむは後に第3クールへの参戦が発表される
- #ワールドカオス（第2クール～第2クールにて番組卒業）- 第2期オーディション 2位通過（瀬戸佳凛・乙羽ゆか・夢中のぴろぴろ）

■3期生
- ステラリオン（第3クール〜）- 第3期オーディション 1位通過
- NANONI（第3クール〜）- 第3期オーディション 主催者推薦

ゲスト出演
- 長 久玲奈（元・AKB 48）
- 佐藤 佐吉
- 極楽とんぼ 山本圭壱
- 尾形 春水（元・モーニング娘。）

下北FM（番組内コーナー）
- 大蔵ともあき（ナビゲーター）- 下北ＦＭパーソナリティー

クイーンズ音楽祭出演
- 燃えこれ学園
- PATI PATI☆CANDY
- カミノリアル

## 番組の歴史
■第1期（2022年10月～2022年1月）
- 2022年10月5日25:30 - 第1期選手紹介
第1試合「スクワット対決」 前半戦 【出場選手　山中ありさ・美鈴 あおい・KOCHA】
- 2022年10月12日25:30 - 第1試合 「スクワット対決」 後半戦　勝者：なし

3選手全員が500回を超える事態となり、選手の身体を考え運営によるドクターストップによる引き分け。
第2試合「ハコポン対決」 概要発表
- 2022年10月19日25:30 - 2022年10月5日放送回の再放送
- 2022年10月26日25:30 - 2022年10月12日放送回の再放送
- 2022年11月2日25:30 - 第3試合 「擬音対決」　勝者：レプスルプス 【出場選手：夢乃みいな・山中ありさ・半澤 みよこ・郷咲あやね・UCHARU・UI】

癖のあるレプスルプス 郷咲あやねの攻撃が冴えわたり、レプスルプス勝利。
- 2022年11月9日25:30 - 2022年11月2日放送回の再放送
- 2022年11月16日25:30 - 第4試合 「ダンス対決」勝者：UCHARU（HATE and TEARS）【出場選手：夢乃みいな・郷咲あやね・UCHARU】

UCHARUが腰の負傷を抱えながらも、ただ一人上級ダンスをクリアし、HATE and TEARS勝利。
- 2022年11月23日25:30 - 第5試合 「ガールズコレクション」勝者：山中ありさ 【出場選手　山中ありさ・半澤 みよこ・MISA】

山中ありさがモデル経験を活かし勝利。
第6試合 「写真対決」　勝者：引き分け 【出場選手　夢乃みいな・山中ありさ・郷咲あやね・半澤 みよこ・UCHARU・MISA】 
甲乙つけがたい写真が揃い、引き分け。
- 2022年11月30日25:30 - 第7試合 「ディベート対決」　勝者：HATE and TEARS 【出場選手　夢乃みいな・山中ありさ・郷咲あやね・半澤 みよこ・UI・KAYO】

UIとKAYOの捨て身の攻撃が冴えわたり、HATE and TEARS勝利。
- 2022年12月7日25:30 - 2022年11月30日放送回の再放送
- 2022年12月14日25:30 - 第8試合 「円周率対決」　勝者：KAYO（HATE and TEARS）記録：84桁 【出場選手　夢乃みいな・美鈴 あおい・KAYO】

この収録はドッキリ形式で対決が行われ、夢乃みいなはパチンコ屋から出てきた所、レプスルプスは宮崎遠征帰りの羽田空港、HATE and TEARSは番組初の地方ロケとなる名古屋にいるところに突撃され、試合が始められた
- 2022年12月21日25:30 - 第10試合 「芝居対決 」勝者：レプスルプス　ゲスト出演 佐藤 佐吉
- 2022年12月28日25:30 - 第11試合 「テーブルクロス引き対決」　勝者：半澤みよこ（レプスルプス） 【出場選手：山中ありさ・半澤 みよこ・KOCHA】 ゲスト出演 長久玲奈

3人全員2連続失敗の後、3回目に今度は全員が成功するという奇跡の展開に。結果はレベル2を唯一成功させた半澤みよこが勝利。
第12試合「椅子取り対決」／第1期 閉会式
- 2022年12月29日 第12試合「椅子取り対決」完全版をYouTube公式chにて公開　勝者：HATE and TEARS

椅子取り対決の結果、夢乃みいな・山中ありさチームは逆転不可となり、番組卒業が決定
- 2022年12月30日第1期 閉会式 表彰式をYouTube公式chにて公開

円周率勝利者特典がKAYOに、写真対決特別賞がUCHARU、ガールズコレクション特別賞が半澤みよこに与えられた
- 2023年1月4日25:30 - 2022年10月5日放送回の再放送
- 2023年1月11日25:30 - 2022年12月28日放送回の再放送
- 2023年1月18日25:30 - 新春名古屋ロケ SP前編 ゲスト出演 極楽とんぼ 山本圭壱
- 2023年1月25日25:30 - 新春名古屋ロケ SP後編 ゲスト出演 極楽とんぼ 山本圭壱

■第2期（2022年2月～）
- 2023年2月1日25:30 - 第1期 第2試合「ハコポン対決」第9試合「YouTube投稿動画対決」結果発表

第2試合「ハコポン対決」　勝者：レプスルプス 
第9試合「YouTube投稿動画対決」　勝者：夢乃みいな
最後の結果発表となったハコポン対決でレプスルプスが劇的な逆転勝利を収める。その結果、通算成績でレプスルプスとHATE and TEARSが同点で並ぶという異常事態となり、協議の末、両チームとも番組残留が決定。勝敗は第2クールに持ち越される結果となった
第2期選手紹介 第1試合「スクワット対決」 前半戦 【出場選手：瀬戸佳凛・美鈴あおい・KOCHA・六波ろむ】
この回から第2期生となるMAHΩRAMA、＃ワールドカオスが初登場
- 2023年2月8日25:30 - 第1試合 「スクワット対決」 後半戦　勝者：六波ろむ（MAHΩRAMA）

他3チームが次々と脱落する中、六波ろむが終始笑顔で対決を制し、衝撃デビューを果たす
第2試合 「魚鳥木対決」　勝者：宵草にちか（MAHΩRAMA）【出場選手：乙羽ゆか・MISA・郷咲あやね・宵草にちか】
宵草が勝利し、MAHΩRAMAが第2クール開幕2連勝を飾る。
- 2023年2月15日25:30 - 第3試合 「円周率対決」　勝者：KAYO（HATE and TEARS）　記録：170桁（大会新記録） 【出場選手：夢中のぴろぴろ・KAYO・美鈴あおい・依手あろん】

第1回大会王者のKAYOが大会記録を大幅に更新する170桁を暗唱し、大会2連覇を達成。
- 2023年2月22日25:30 - クイーンズ音楽祭を開催。初回はMesia×HATE and TEARS×レプスルプスでトークが行われた。

『Greatest Artist Show』スタート。初回は半澤みよこ×UCHARUによる中島みゆき・吉田拓郎の「永遠の嘘をついてくれ」 
この回をもってHATE and TEARSのUCHARUがグループを卒業。5人体制でのパフォーマンスを見れる最後の機会となった。番組最後にはUCHARUに花束が贈られた。
- 2023年3月2日25:30 - 2023年2月1日放送回の再放送
- 2023年3月9日25:30 - 第4試合 「ダンス対決」
勝者：六波ろむ（MAHΩRAMA） 【出場選手：乙羽ゆか・KAYO・美鈴あおい・六波ろむ】

優勝候補のKAYOが上級で敗れる波乱。スクワット対決で勝利したばかりの六波ろむが史上初となる超級クリアでここでも勝利を収め「MAHΩRAMA時代の到来」と形容される。
- 2023年3月16日 25:30 - 第5試合 「ディベート対決」
勝者：UI（HATE and TEARS）【出場選手：乙羽ゆか・UI・郷咲あやね・安穏ぬい】

序盤から攻め続けたUIが勝利。番組終盤にはお題にちなんで、1期生がそれぞれの夢を語るインタビューが差し込まれた。
- 2023年3月22日25:30 - クイーンズ音楽祭が番組初となる公開収録で行われた。ゲスト：燃えこれ学園・PATI PATI☆CANDY
- 2023年3月29日25:30 - 第6試合 「写真対決」【出場選手：夢中のぴろぴろ・UI・半澤みよこ・萌小しろの】
- 2023年4月3日24:30 - この回から番組の放送日時が変更となり、放送時間が1時間繰り上がる。　ゲスト：尾形春水

ゲストの尾形も審査員に加わって、第6試合 「写真対決」の投票が行われる。勝者：萌小しろの（MAHΩRAMA）
第7試合「YouTube投稿動画対決」勝者：HATE and TEARS
第7試合までの結果をもって1期生レプスルプス、2期生＃ワールドカオスの逆転が不可となり、番組卒業が決定。
- 2023年4月10日24:30 - 第8試合 「芝居対決」
勝者：＃ワールドカオス　ゲスト審査員：佐藤 佐吉

ここまで1勝もできていなかった＃ワールドカオスが大方の予想を覆し、芝居対決に勝利した。
- 2023年4月17日24:30 - 第9試合 「テーブルクロス対決」勝者：半澤みよこ（レプスルプス） 【出場選手：瀬戸佳凛・KAYO・半澤 みよこ・うさみぴょん】

終盤戦の大一番とあって各チーム、リーダーを揃える中、第1回大会王者の半澤みよこが4回目の挑戦で唯一成功を収め、2連覇を達成。レプスルプスにとって第2クール唯一の勝利となり、勝者パフォーマンスを披露。
第2回となる『Greatest Artist Show』はKAYO×UIによるザ・ピーナッツの「恋のバカンス」
- 2023年4月24日24:30 - 第10試合 「椅子取り対決」勝者：HATE and TEARS

MAHΩRAMA4勝、HATE and TEARS3勝で迎えた最終決戦。HATE and TEARSが優勝するにはMAHΩRAMAだけでなく、他の2チーム含む全ての選手に勝つ必要があり、かつ第10試合「椅子取り対決」で勝利し、優勝決定戦に持ち込む必要があった。途中、既に番組卒業が決まっていた郷咲がKAYOに席を譲る展開もある中、準決勝はMISA（HATE and TEARS）vs 六波ろむ・宵草にちか（MAHΩRAMA）となり、いよいよMAHΩRAMAが優勝に王手をかける。しかし、ここでMISAが六波に勝利。決勝でもMISAが宵草に勝利し、優勝決定戦に持ち込む。
優勝決定戦はKAYO・MISA vs 六波・宵草。その戦いは「世界レベル」と形容される程白熱したが、結果HATE and TEARSが勝利を収め、第1クールでは空位だった番組初代王者をHATE and TEARSが戴冠する事となった

## スタッフ
- カメラ：関 晃、諏訪 未羽
- 音声：FUJI-MUSIC
- 技術協力：勇者部
- デザイン：菊地 浩貴、岩崎 まどか
- MA：ヌーベルアージュ
- 撮影協力：Keystudio
- スーパーバイザー：柏木 由則、木村 友仁
- 制作協力：プラスユニット、MovingExpress
- ディレクター：村上 ダイキ、常松 雪奈
- プロデューサー：江口 幸治
- 企画・演出：許斐 康公
- 制作著作：Roaring 4s